# Francisco Llobet
Francisco Llobet Balcells (nascido em 8 de março de 1962) é um velejador paralímpico espanhol. Participou dos Jogos Paralímpicos de Verão de 2012 em Londres.